# Jamal 202
Jamal 202 (russisch Ямал-202, auch Yamal 202) war ein Fernsehsatellit der Gazprom Space Systems mit Sitz in Moskau. Der Satellit konnte in Südrussland, Vorderasien und Mitteleuropa empfangen werden.
Die Signalübertragung erfolgte im C-Band.
Er wurde am 19. Juli 2019 von seinem Nachfolger Jamal 601 abgelöst und anschließend in einen Friedhofsorbit verschoben.